# Cantonul Céret
Cantonul Céret este un canton din arondismentul Céret, departamentul Pyrénées-Orientales, regiunea Languedoc-Roussillon, Franța.

## Comune
- Banyuls-dels-Aspres
- Calmeilles
- Céret (reședință)
- L'Albère
- Le Boulou
- Le Perthus
- Les Cluses
- Maureillas-las-Illas
- Montauriol
- Oms
- Reynès
- Saint-Jean-Pla-de-Corts
- Taillet
- Vivès